# Executable and linkable format
L'Executable and Linkable Format (ELF, lett. "formato eseguibile e collegabile", precedentemente noto come Extensible Linking Format) è un formato di file standard per eseguibili, librerie condivise e dump.
Pubblicato inizialmente nelle specifiche application binary interface di System V e poi in Tool Interface Standard, è stato quindi accettato da diversi produttori di sistemi Unix. Nel 1999 è stato scelto come formato standard dei file binari per i sistemi Unix e Unix-like su architettura x86 dal progetto 86open.

## Storia
Il formato ELF ha rimpiazzato formati eseguibili come a.out e COFF in Linux, Solaris, IRIX e BSD, con l'eccezione di macOS che usa Mach-O. ELF è anche usato nella versione Itanium di OpenVMS, un sistema operativo non unix, e ha rimpiazzato il Preferred Executable Format su BeOS Revision 4 e successive su architetture x86, AmigaOS 4.0 e MorphOS su architettura PowerPC (BeOS su PowerPC utilizza ancora PEF), anch'essi non UNIX-based. Persino la PlayStation 2 e la PlayStation Portable usano ELF come loro formato per i file eseguibili.

## Layout di un file ELF
Ogni ELF file è formato da una intestazione ELF, seguita da zero o più segmenti e zero o più sezioni. I segmenti contengono informazioni necessarie per l'esecuzione del file, mentre le sezioni contengono dati importanti per il linking e la relocation. Ogni byte nell'intero file è associato a non più di una sezione per volta ma ci possono essere byte orfani, non coperti da una sezione. Nel caso normale di un eseguibile Unix, una o più sezioni sono incluse in un segmento. I segmenti e le sezioni del file sono elencate rispettivamente in una tabella nell'intestazione del programma e in una tabella nell'intestazione della sezione.
Su molti sistemi Unix, il comando man elf può dare più dettagli.

## Strumenti
- readelf è una utility che mostra informazioni su uno o più file ELF. Un'implementazione GPL è fornita da GNU Binutils.
- elfdump è un comando di Solaris per mostrare informazioni su un file ELF.